# Tapti

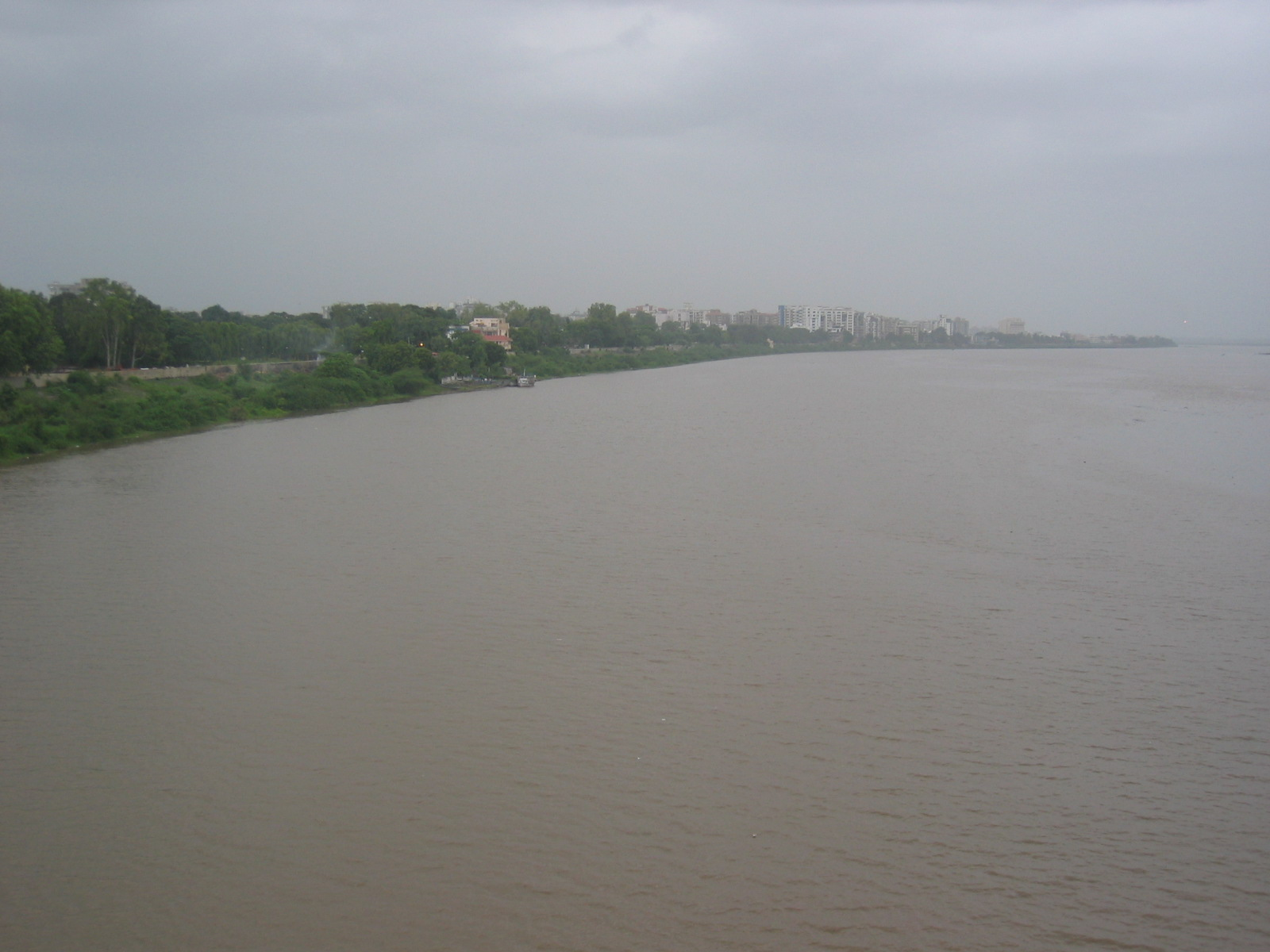
Sông Tapi

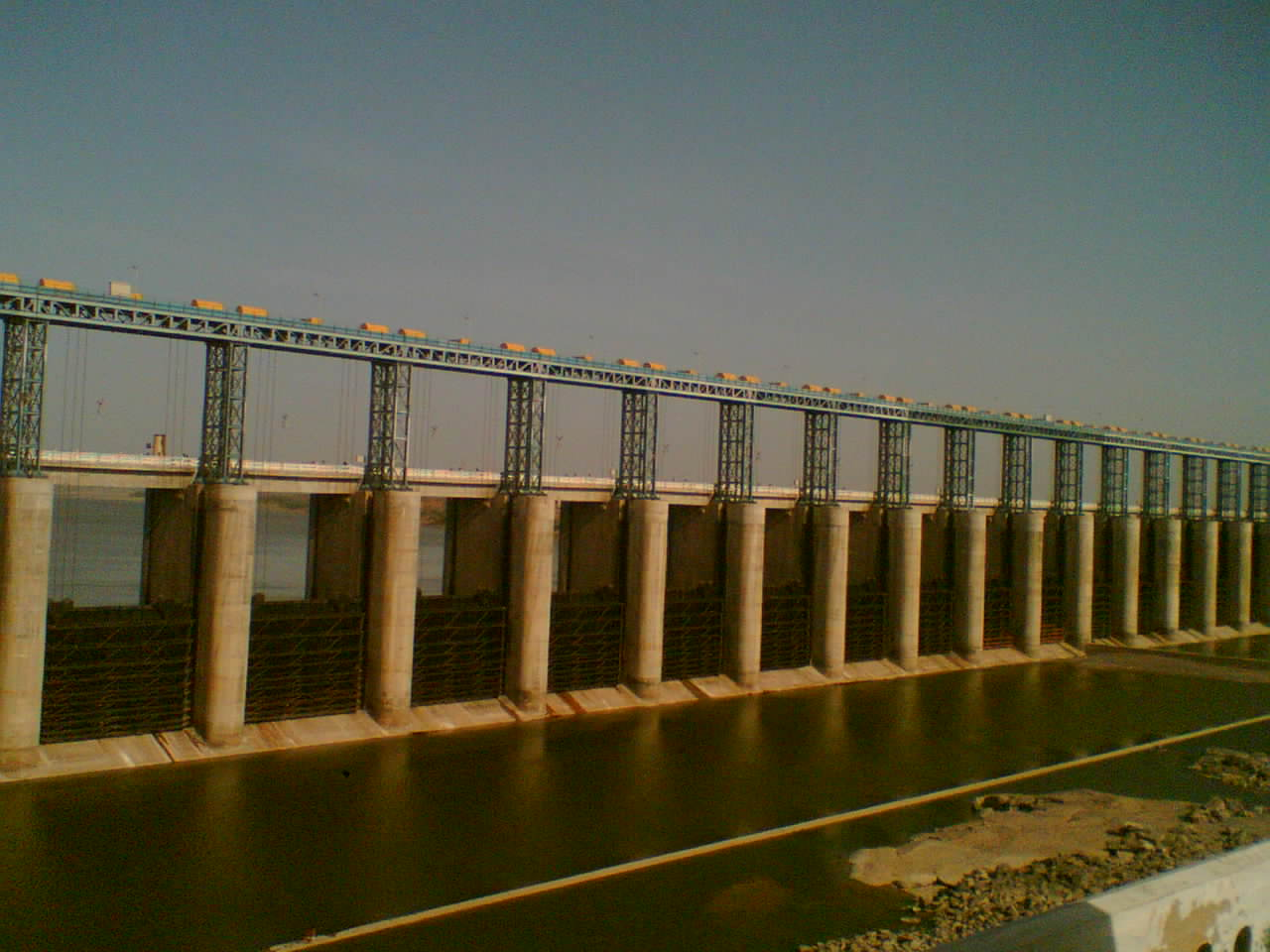
Đập Prakasha trên sông Tapi tại Prakasha

Tapti (Hindi: ताप्ती, tiếng Marathi: तापी, tiếng Gujarat: તાપ્તી) tên nguyên gốc cổ Tapi (tiếng Phạn: तापी), là một sông tại Trung Ấn Độ. Đây là một trong các sông chính tại bán đảo Ấn Độ với chiều dài khoảng 724 kilômét (450 mi). Đây là ba sông lớn duy nhất tại bán đảo Ấn Độ chảy từ đông sang tây, hai dòng còn lại là sông Narmada và sông Mahi.
Sông khởi nguồn từ phía đông dãy núi Satpura ở phía nam bang Madhya Pradesh và chảy về phía tây, là nơi thoát nước cho khu vực Nimar của bang Madhya Pradesh, Kandesh của Maharashtra và vùng phía đông của vùng Vidarbha ở góc tây bắc của cao nguyên Deccan và nam Gujarat, trước khi đổ ra vịnh Cambay của biển Ả Rập tại quận Surat của Gujarat. Sông Tapti song song với sông Narmada ở phía bắc, ranh giới theo truyền thống giữa Bắc và Nam Ấn Độ. Dãy Ghat Tây và dãy Sahyadri bắt đầu từ phía nam của sông Tapti gần ranh giới giữa Gujarat và Maharashtra.

## Tên gọi
Sông Tapi bắt nguồn từ quận Betul tại một điểm được gọi là Multai. Tên tiếng Phạn của Multai là Mulatapi.
Tāptī là con gái của Surya, thần Mặt trời và vợ của ông là Chhaya.
Sông Tapi River tại Thái Lan, được đặt theo tên sông Tapi của Ấn Độ vào tháng 8 năm 1915.

## Lưu vực và chi lưu
Sông Tapi có diện tích lưu vực là 65.145 km², chiếm gần 2% diện tích toàn Ấn Độ. Trong đó, diện tích thuộc bang Maharashtra là 51.504 km², thuộc bang Madhya Pradesh là 9.804 km² và thuộc Gujarat là 3.837 km².
Lưu vực sông chủ yếu thuộc địa bàn các quận ở miền bắc và miền đông của bang Maharashtra, bao gồm Amravati, Akola, Buldhana, Washim, Jalgaon, Dhule, Nandurbar, và Nashik, ngoài ra, còn bao gồm các quận Betul và Burhanpur của Madhya Pradesh và quận Surat của Gujarat.

### Danh sách chi lưu
Các chi lưu chính của sông Tapti là Purna, Girna, Panzara, Waghur, Bori và Aner. Các chi lưu khác gồm có:
- Sông Shiva tại quận Nandurbar của bang Maharashtra
- Sông Gomai in Nandurbar
- Sông Vaki in Nandurbar
- Sông Arunavati tại quận Dhule của bang Maharashtra
- Sông Burai in Dhule
- Sông Panzara tại Jalgaon, quận Dhule của bang Maharashtra
  - Sông Kaan tại Dhule
- Sông Bori tại Jalgaon
- Sông Aner tại Jalgaon, Dhule
- Sông Girna tại Nashik, Malegaon, quận Jalgaon của bang Maharashtra. Hợp lưu với Tapti tại Kapileshwar trên ranh giới giữa Dhule và Jalgaon
  - Sông Titur tại Jalgaon
  - Sông Mausam tại Malegaon
- Sông Waghur tại Jalgaon, Aurangabad
- Sông Purna tại các quận Amravati, Akola, Buldhana, Jalgaon của bang Maharashtra và Madhya Pradesh. Hợp lưu với Tapti tại Changdev ở Jalgaon
  - Sông Nalganga tại Buldhana
  - Sông Vishwaganga tại Buldhana,
  - Sông Nipani tại Buldhana
  - Sông Mann tại Buldhana, quận Akola của bang Maharashtra
    - Sông Mas tại Buldhana, Akola
    - Sông Utawali tại Buldhana, Akola
    - Sông Vishwamitri tại Akola
    - Sông Nirguna tại Washim, Akola
      - Sông Gandhari tại Akola

  - Sông Aas tại Akola
  - Sông Vaan tại các quận Buldhana, Akola, Amravati của bang Maharashtra
  - Sông Morna tại Akola, Washim
  - Sông Shahanur tại Akola, Amravati
    - Sông Bhavkhuri tại Amravati

  - Sông Katepurna tại các quận Akola, Washim của bang Maharashtra
  - Sông Umaa tại Akola, Washim
  - Sông Pendhi tại Akola, Amravati
  - Sông Chandrabhaga tại Amravati
    - Sông Bhuleswari tại Amravati

  - Sông Aarna tại Amravati
- Sông Gadga tại quận Amravati của bang Maharashtra
- Sông Sipna tại Amravati
- Sông Khapra tại Amravati
- Sông Khandu tại Amravati
- Sông Tigriy tại Amravati
- Sông Surkhi tại Amravati
- Sông Burshi tại quận Amravati của bang Maharashtra
- Sông Ganjal tại quận Betul của bang Madhya Pradesh
- Sông Ambhora & Tawa tại quận Betul của bang Madhya Pradesh
- Sông Nesu tại quận Surat của bang Gujarat